# Sphodros coylei
Sphodros coylei är en spindelart som beskrevs av Willis J. Gertsch och Norman I. Platnick 1980. Sphodros coylei ingår i släktet Sphodros och familjen pungnätsspindlar. Inga underarter finns listade i Catalogue of Life.